# Liste von Vornamen/W
Diese Unterseite der Liste von Vornamen enthält Vornamen, die mit dem Buchstaben W beginnen.
Männliche Vornamen sind mit dem Symbol ♂ und weibliche Vornamen mit dem Symbol ♀ markiert.

## Wa
Wachtang ♂,
Wade ♂,
Wadim ♂,
Wafa ♀,
Walburga ♀,
Waldemar ♂,
Waldfried ♂,
Waldo ♂,
Walentina ♀,
Waleri ♂,
Walfried ♂,
Wallace ♂,
Walli ♀,
Walo ♂,
Walt ♂,
Walter ♂,
Walther ♂,
Waltraud ♀,
Wanda ♀,
Wanja ♂♀,
Ward ♂,
Warin ♂,
Waris ♀,
Warja ♀,
Warner ♂,
Warnfried ♂,
Warren ♂,
Washington ♂,
Wassil ♂,
Wassili ♂,
Waylon ♂,
Wayne ♂,
Wazzo ♂,

## We
Webster ♂,
Wedekind ♂,
Wedigo ♂,
Welitschko ♂,
Welko ♂,
Well ♂,
Welta ♀,
Wenche ♀,
Wend ♂,
Wendelgard ♀,
Wendelin ♂,
Wenyan ♂♀,
Wenzel ♂,
Wera ♀,
Werner ♂,
Wernher ♂,
Wes ♂,
Wesley ♂,
Wessel ♂,
Wesselin ♂,

## Wh
Whitcomb ♂,
Whitney ♀♂,

## Wi
Wichard ♂,
Wichmann ♂,
Widmar ♂,
Widukind ♂,
Wiebke ♀,
Wiegand ♂,
Wiel ♂,
Wieland ♂,
Wiesław ♂,
Wigald ♂,
Wighard ♂,
Wiglev ♂,
Wiguleus ♂,
Wiktar ♂, 
Wiktor ♂,
Wilbur ♂,
Wilfried ♂,
Wilhelm ♂,
Wilhelmine ♀,
Wilk ♂,
Wilko ♂,
Willa ♀,
Willard ♂,
Wille ♂, 
Willem ♂,
Willemijn ♀,
Willi ♂,
William ♂,
Williamina ♀,
Willibald ♂,
Willie ♂,
Willio ♂,
Willy ♂,
Wilm ♂,
Wilma ♀,
Wilmar ♂,
Wilmer ♀♂,
Wilmut ♂,
Wilson ♂,
Wiltrud ♀,
Wim ♂,
Winand ♂,
Winfried ♂,
Winifred ♀,
Winni ♂♀,
Winnie ♀♂,
Winona ♀,
Winrich ♂,
Winston ♂,
Wirich ♂,
Wissarion ♂,
Wital ♂,
Witali ♂,
Witalij ♂,
Withego ♂,
Withold ♂,
Witiko ♂,
Wito ♂,
Witold ♂,
Wittekind ♂,

## Wj–Wl
Wjacław ♂,
Wladimir ♂,
Wladyslaw ♂,

## Wo
Wojciech ♂,
Wolen ♂,
Wolf ♂,
Wolfgang ♂,
Wolfhard ♂,
Wolfram ♂,
Wolter ♂,
Woody ♂,
Wórša ♀,
Wouter ♂,

## Ws–Wy
Wsewolod ♂,
Wulf ♂,
Wulfhard ♂,
Wulfila ♂,
Wunibald ♂,
Wyatt ♂,
Wyn ♂,
Wynn ♂,
Wynne ♂♀,
Wynton ♂,
Wytske ♀,